# Tux (Maskottchen)

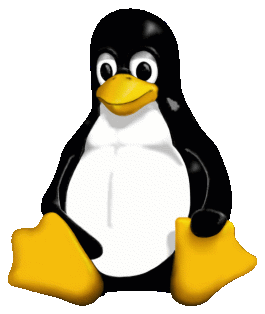
Tux, das Linux-Maskottchen (Originalversion von Larry Ewing)

Tux (deutsch [tʊks], englisch [tʌks]) ist das offizielle Maskottchen des freien Linux-Kernels. Es stellt einen lächelnden Pinguin mit Entenfüssen und einem Entenschnabel dar.

## Geschichte

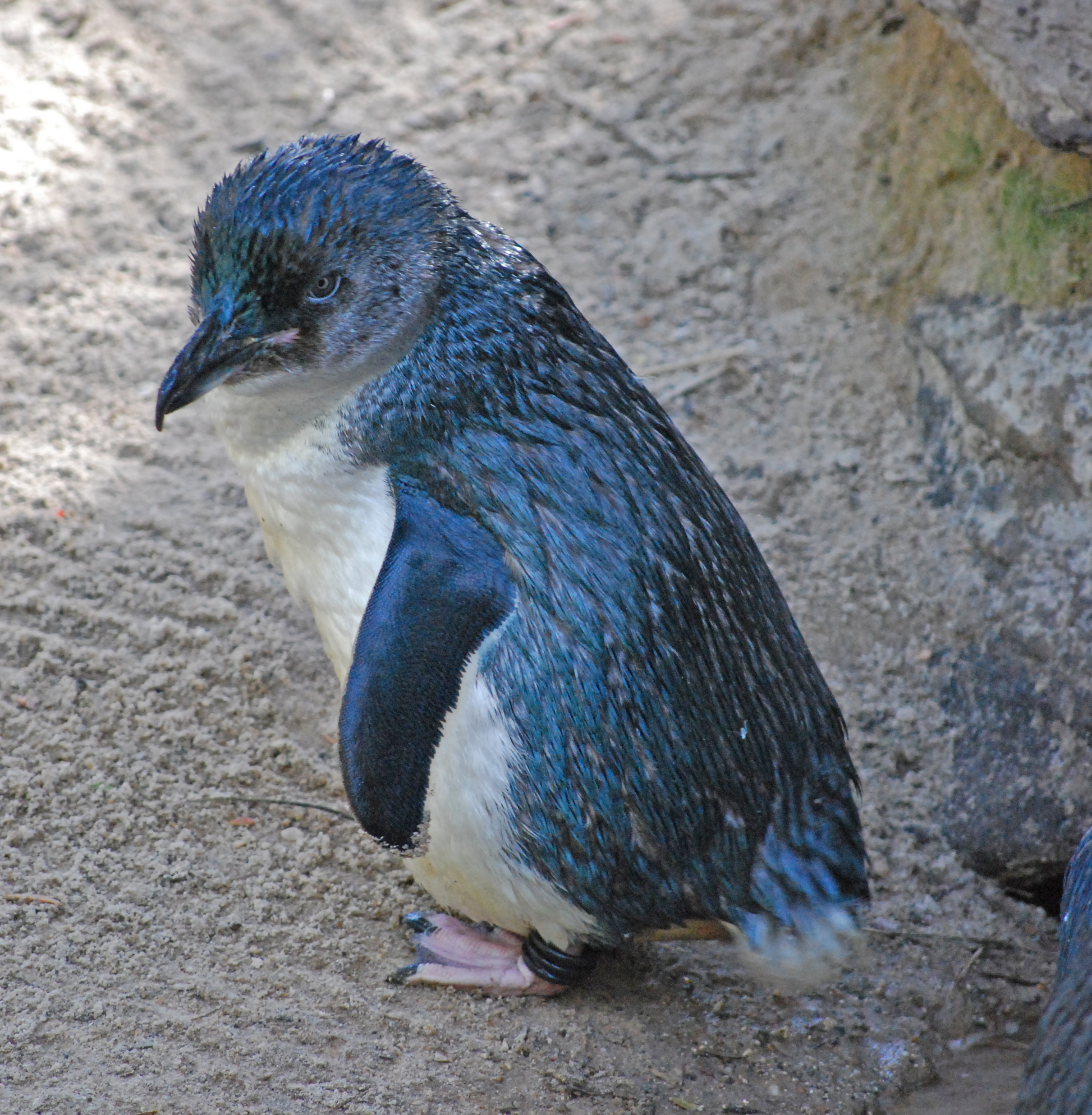
Ein Zwergpinguin, eine der Inspirationsquellen für Tux.

Linus Torvalds kündigte im Juni 1996 ein Logo für Linux an: den Pinguin. Entscheidend bei der Auswahl war 1993 ein Aquariumsbesuch in Canberra während einer Auslandsreise nach Australien. Torvalds empfand dort eine starke Sympathie für die sehr kleinen Zwergpinguine (in Australien auch als fairy penguin, also etwa Feenpinguin bezeichnet). Als er dann 1996 ein „hübsches“ Logo suchte, kam er gleich auf die Pinguine zurück. Doch nach der Bekanntgabe glaubten manche Leute nicht, dass ein kleiner, dicker Pinguin die Eleganz von Linux widerspiegeln könne; es gab Personen, die stattdessen einen Fuchs als Logo vorschlugen. Darauf verteidigte Torvalds sich mit dem Argument: „Sie haben wohl noch nie einen wütenden Pinguin gesehen, der mit über 100 mph auf einen zurast.“
Linus Torvalds schreibt in seiner Biografie Just for Fun:

„Aber Linus wollte keinen x-beliebigen Pinguin. Sein Pinguin sollte glücklich aussehen, so als hätte er gerade eine Maß Bier genossen und den besten Sex seines Lebens gehabt. […] Er sollte unverwechselbar sein. Deshalb […] hat das Linux-Maskottchen einen orangefarbenen Schnabel und orangefarbene Füße, so dass es wie ein Pinguin aussieht, dessen Mutter eine Ente war. Als hätte Daisy Duck sich auf einer Antarktis-Kreuzfahrt vergessen und einen wilden One-Night-Stand mit einem einheimischen Federvieh gehabt.“

Eine weitere Quelle der Inspiration für Torvalds war wohl ein Bild, das er auf einem FTP-Server entdeckt hatte. Es zeigt eine Pinguinfigur, die stark an einen Creature-Comforts-Charakter von Nick Park erinnert. Der Name wurde von James Hughes als Ableitung von Torvalds Unix vorgeschlagen. Auch ist der Name Tux wahrscheinlich als Abkürzung für den amerikanischen Begriff für Smoking, Tuxedo, mitinspiriert worden. Eine weitere Erklärung ist die angebliche Verwendung als rekursives Akronym "Tux uses X", welche auf das unter Linux gebräuchliche X Window System anspielt.
Der ursprüngliche Entwurf für Tux erfolgte 1996 durch Larry Ewing mit GIMP, einem freien Bildbearbeitungsprogramm, und er hat ihn unter den folgenden Bedingungen freigegeben:

“Permission to use and/or modify this image is granted provided you acknowledge me ... and The GIMP if someone asks.”

„Es ist erlaubt, diese Grafik zu verwenden und/oder zu verändern. Bedingung ist jedoch: Falls jemand fragt, muss man mich... als Urheber nennen und auf GIMP hinweisen.“

Laut Jeff Ayers hatte Linus Torvalds eine „Fixierung auf flugunfähige, fette Wasservögel“, und Torvalds behauptete, mit Penguinitis infiziert worden zu sein, als er von einem Pinguin leicht gebissen wurde. „Penguinitis bewirkt, dass du nachts wach bleibst, um nur noch an Pinguine zu denken, und eine starke Zuneigung für sie empfindest.“ Torvalds angebliche Krankheit ist selbstverständlich ein Witz, aber er wurde wirklich bei einem Besuch in Canberra von einem Zwergpinguin gebissen.
Tux ist ein Symbol für Linux und die Open-Source-Community geworden, und eine britische Linux User Group hat sogar mehrere Pinguine im Zoo von Bristol adoptiert.
Heute assoziieren Menschen, die sich mit IT beschäftigen, den Pinguin mit dem freien Betriebssystem GNU/Linux. Ein oft gehörter Spruch lautet: „Da Pinguine nicht fliegen können, können sie auch nicht abstürzen“; Tux steht also auch für Stabilität.

### Sabbatical 2009

Tuz, ein australischer Beutelteufel mit aufgesetztem Schnabel, der 2009 für drei Monate Tux als Linux-Maskottchen ersetzte

Am 17. März 2009 wurde Tux von Linus Torvalds in ein dreimonatiges Sabbatical entlassen. Die Rolle als Linux-Maskottchen übernahm in der Kernelversion 2.6.29 Tuz, ein Tasmanischer Teufel, der einen aufgesetzten gelben Schnabel trägt. Durch diesen vorübergehenden Austausch des Maskottchens sollte Aufmerksamkeit auf den ausschließlich auf Tasmanien lebenden Beutelteufel gelenkt werden, dessen natürlicher Fortbestand durch die Krankheit Devil Facial Tumour Disease (DFTD) bedroht ist. Tuz hatte bereits zuvor als Maskottchen der im Januar 2009 in Hobart auf Tasmanien abgehaltenen Linux-Konferenz linux.conf.au gedient. Tuz wurde von Andrew McGown entworfen, von Josh Bush mit Inkscape als SVG neuerstellt und unter der CC-BY-SA-Creative-Commons-Lizenz veröffentlicht.

## Weiteres Auftreten

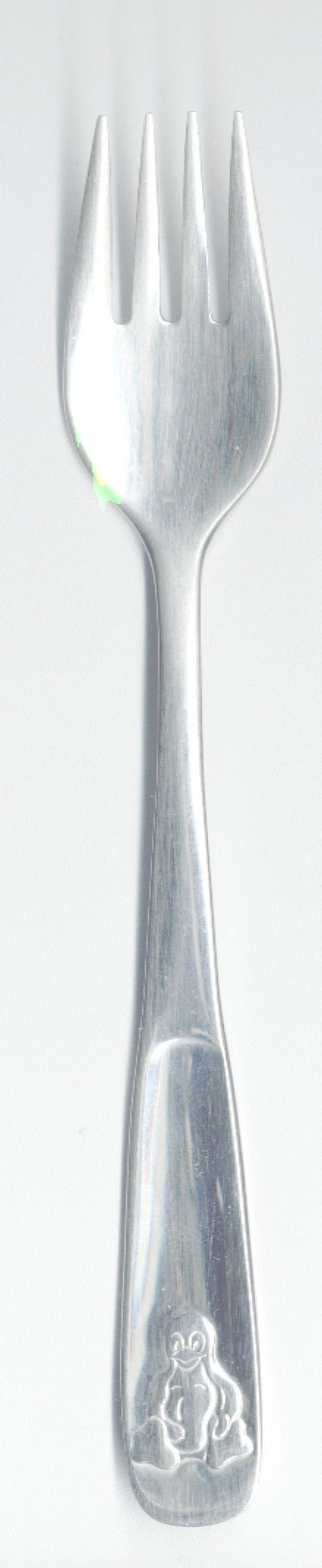
Tux als Teil des WMF-Kinderbestecksets Seelöwe

Aufgrund der freien Verwendbarkeit (mit Autorennennung), die Ewing für Tux erlaubt, existieren auch einige Verwendungen abseits der Softwarebranche. Beispielsweise wurde 2003 eine Sonderedition von Pfannen mit dem Tux-Abbild verkauft; ein Teil der Erlöse floss an die FSF.
2007 wurde Tux vom Besteckfabrikanten WMF im Kinderbesteckset Seelöwe verwendet.
2010 wurde ein Monument eines Tux mit Flügeln im russischen Tyumen durch die lokale Linux User Community errichtet.
2020 wurde Tux im Logo des 40. Überwinterer-Teams auf der Neumayer-Station III verwendet.

### Videospiele mit Tux (Auswahl)
- SuperTux
- Tux Kart und SuperTuxKart
- Extreme Tux Racer
- Tux Paint
- PlanetPenguin Racer

## Galerie

Nachträglich vektorisierte SVG-Variante des Ewing-Tux (Farbgradienten als diskrete Farben approximiert)
Tuz, das Ersatzmaskottchen für Tux 2009
Alternativ-Variante des Maskottchens, als Vektorgrafik-Neuerstellung
Slackware-Variation von Tux
Tux als „vitruvianischer Pinguin“ auf dem Knoppix-Logo
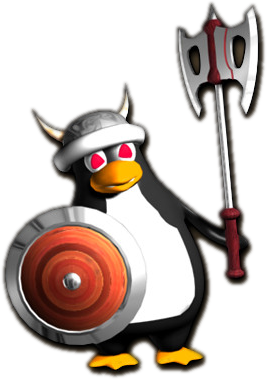
PaX-Variation von Tux
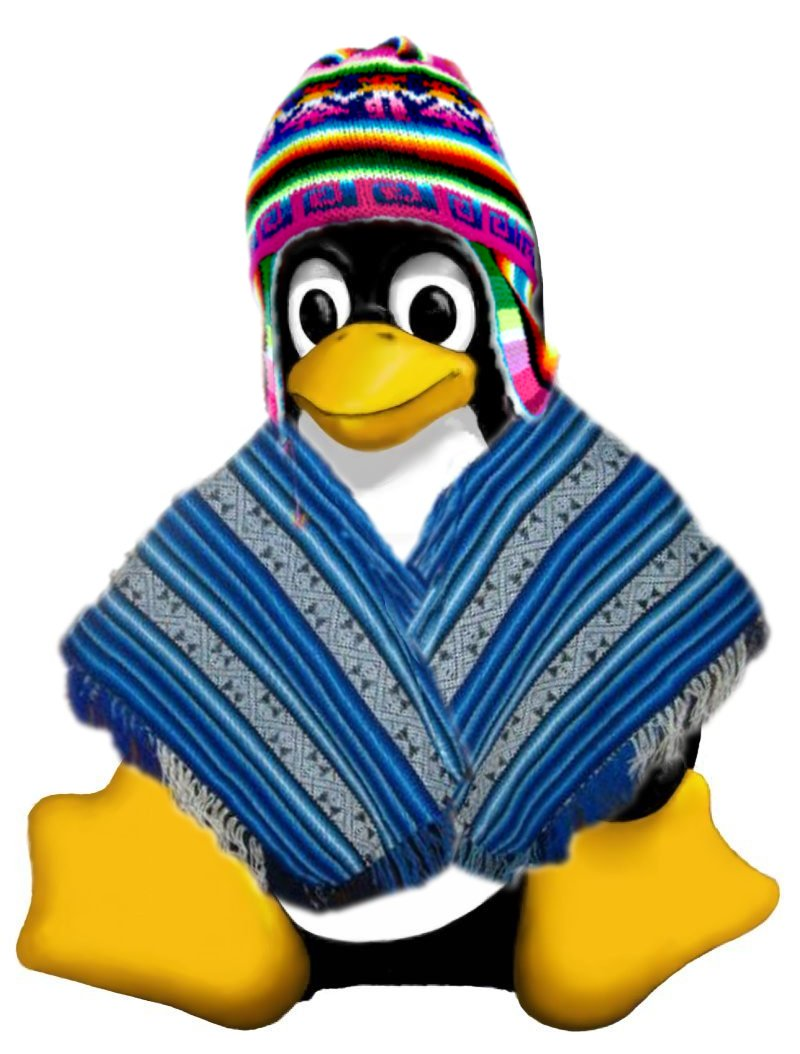
Tux mit traditioneller peruanischer Kleidung
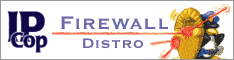
Logo der Firewalldistribution IPCop